# تشينغ كينغ هو
تشينغ كينغ هو (بالصينية: 鄭璟昊) (7 نوفمبر 1989 بهونغ كونغ في الصين - ) هو مدرب كرة قدم ولاعب كرة قدم صيني في مركز الوسط. شارك مع منتخب هونغ كونغ تحت 23 سنة لكرة القدم ومنتخب هونغ كونغ لكرة القدم. أما مع النوادي، فقد لعب مع نادي جنوب الصين ونادي كيتشي وResources Capital FC ‏ ونادي إيسترن سبورتس وهونغ كونغ بيغاسوس ‏ وهونغ كونغ رينجرز وYuen Long FC ‏.

## وصلات خارجية
- تشينغ كينغ هو على موقع ناشيونال فوتبول تيمز (الإنجليزية)
- تشينغ كينغ هو على موقع Soccerway.com (الإنجليزية)